# Lomatium cuspidatum
Lomatium cuspidatum är en flockblommig växtart som beskrevs av Mildred Esther Mathias och Lincoln Constance. Lomatium cuspidatum ingår i släktet Lomatium och familjen flockblommiga växter. Inga underarter finns listade i Catalogue of Life.